# 伊藤敏兼
伊藤 敏兼（いとう としかね、安政5年〈1858年または1859年〉 - 1916年〈大正5年〉2月4日）は、明治・大正時代の愛知県名古屋市の人物。大須旭廓「甲子楼」の主人で、1906年（明治39年）に愛知県会議員に当選した際に貸座敷業者が県会議員となったことへの反発から排斥騒動が発生した。

## 経歴
安政5年（1858年または1859年）の生まれ。伊藤家は尾張国中島郡の家である。
伊藤は名古屋の大須にあった遊廓「旭廓」のうち「甲子楼」という店の主人であった。貸座敷業を営む中、市南部の有志に推されて1906年（明治39年）6月実施の愛知県会名古屋市選挙区補欠選挙（5名当選）に立候補し、最多得票にて当選、初めて県会議員に就任する。伊藤は立憲政友会にも対立会派の「実業派」にも属さない中立派の議員であったが、県議会市部会において中立派は政友会と組んで行動した。対立する実業派は政友会・中立派を攻撃すべく新人議員の伊藤に目を付け、貸座敷業者は県会議員に相応しくないとの理由をつけて排斥運動を起こした。
排斥運動が始まると伊藤の元には差出人不明の辞職勧告状や脅迫状が相次いで届けられた。また実業派系の中京新報社（社長山田才吉）が紙面上で貸座敷業者の当選は県会の不名誉であると伊藤を攻撃した。これに対し県内の遊廓業者は団結して抗議活動を展開。中京新報社主催で御園座にて行われた演説会では弁士・聴衆と遊廓側の壮士が乱闘騒ぎを起こした。その後、中京新報社の動きに対し競合する扶桑新聞社・新愛知新聞社が伊藤個人を排斥しても風教問題は解決しないと攻撃するなど事態は複雑化していく。1906年11月から通常県会が始まると実業派は伊藤の不信任案を出す構えを見せたため市部会議長安東敏之や仲介を頼まれた名古屋市長加藤重三郎が伊藤と面会し直接辞職を勧告したが、伊藤は書面をもって辞職を拒否。1907年（明治40年）9月の任期満了まで県会議員の地位を全うした。
1907年1月、名古屋の電力会社名古屋電灯に監査役として入った。同社では先に大須旭廓「寿楼」の主人佐治儀助が取締役の一人となっている。また1908年（明治41年）4月に設立された中央製氷という名古屋の製氷会社では常務取締役を務めた（社長は安東敏之）。名古屋電灯においては1912年（大正元年）12月に一旦監査役を辞任したが、1914年（大正3年）12月になって再任された。
1916年（大正5年）2月4日に死去。中央製氷取締役および名古屋電灯監査役在職中であった。

## 家族・親族
実弟は村瀬健次郎。裁判所勤務・真宗信徒生命保険社員を経て1913年名古屋市会議員に当選し、名古屋市会副議長も務めた。
伊藤家は婿養子の伊藤光彦が継いだ。光彦は尾張藩士であった伊藤家の生まれで、東京帝国大学法学部を出て弁護士となり、名古屋市会議員や愛知県会議員・同副議長を務めた。